# ريتشارد آدامز (سياسي)
ريتشارد آدامز (بالإنجليزية: Richard Adams)‏ هو سياسي بريطاني، ولد في 8 أكتوبر 1912، وتوفي في 25 يونيو 1978. حزبياً، نشط في حزب العمال. في الانتخابات العامة في المملكة المتحدة 1945 ‏، انتخب عضو برلمان المملكة المتحدة الـ38 عن دائرة Balham and Tooting (UK Parliament constituency) ‏ (5 يوليو 1945 – 3 فبراير 1950) وفي الانتخابات العامة في المملكة المتحدة 1950 ‏، انتخب عضو برلمان المملكة المتحدة الـ39 عن دائرة Wandsworth Central (UK Parliament constituency) ‏ (23 فبراير 1950 – 5 أكتوبر 1951) وفي الانتخابات العامة في المملكة المتحدة 1951 ‏، انتخب عضو برلمان المملكة المتحدة الـ40 عن دائرة Wandsworth Central (UK Parliament constituency) ‏ (25 أكتوبر 1951 – 6 مايو 1955).